# دربار پیلاطس

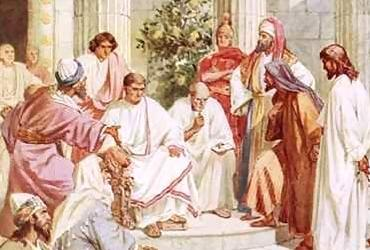
عیسی و پیلاطس اثر ویلیام هول

دربار پیلاطس (انگلیسی: Pilate's court) در انجیل‌های متعارف، دربار پیلاطس به محاکمه عیسی (عیسی از دیدگاه مسیحیان) در پراتوریوم قبل از پونتیوس پیلاطس اشاره دارد، قبل از محاکمه عیسی در سنهدرین. درانجیل لوقا، پیلاطس متوجه می‌شود که عیسی، که اهل جلیل است و به حوزه قضایی هیرودیس آنتیپاس تعلق دارد و بنابراین تصمیم می‌گیرد عیسی را نزد هیرودیس بفرستد. هیرودیس پس از بازجویی از عیسی و دریافت پاسخ‌های بسیار کمی، عیسی را تهدیدی نمی‌بیند و او را به پیلاطس بازمی‌گرداند. اشاره شد که پیلاطس بیشتر به عنوان یک وکیل مدافع پرونده عیسی ظاهر می‌شود تا به عنوان قاضی در یک جلسه رسمی.